# Paralympische vlam

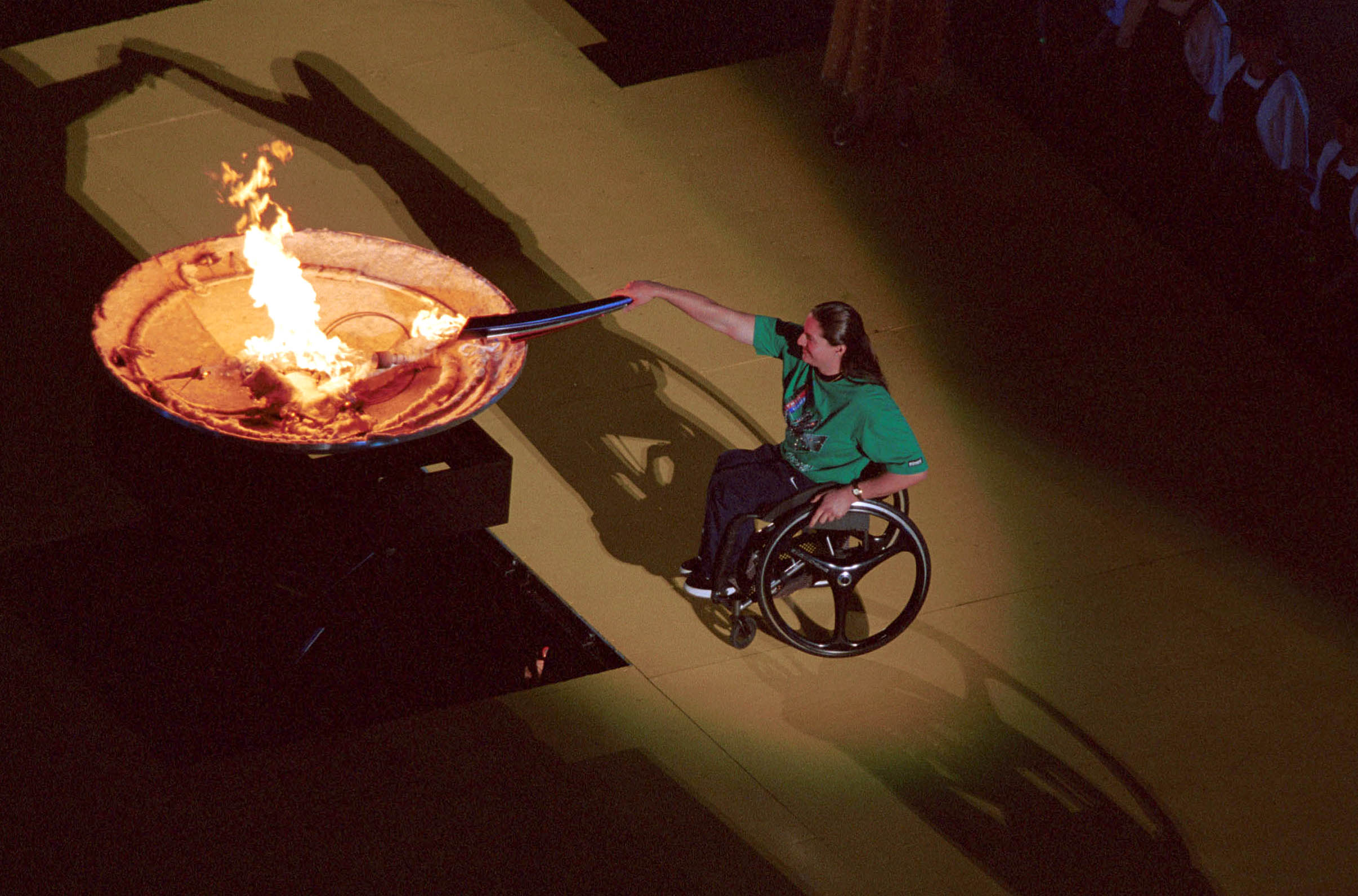
De paralympische vlam wordt ontstoken (Sydney 2000)

De paralympische vlam is een vuur dat ontstoken wordt tijdens de openingsceremonie van Paralympische Spelen en blijft branden tijdens de gehele duur van de Spelen tot het tijdens de slotceremonie gedoofd wordt. Sinds 2010 is het vuur afkomstig uit het Britse Stoke Mandeville, de plaats waar de Paralympische Spelen ontstonden. Tijdens een ceremonie wordt daar een fakkel ontstoken. Eerder werd het vuur in het gastland zelf ontstoken. De fakkel wordt via een estafetteloop (maar gedeeltelijk ook met snellere vervoermiddelen) door het organiserend land naar het stadion van de Spelen gebracht, waar de laatste loper de eer te beurt valt om de paralympische vlam te ontsteken.
Bij de Olympische Spelen brandt de olympische vlam.